# Jefté
Jefté Vital da Silva Dias dit Jefté, né le 21 décembre 2003 à Rio de Janeiro au Brésil, est un footballeur brésilien qui joue au poste d'arrière gauche au Rangers FC.

## Biographie

### En club
Né à Rio de Janeiro au Brésil, Jefté est formé par le Fluminense FC. Il remporte notamment avec l'équipe des moins de 17 ans du club le championnat de cette catégorie d'âge en 2020.
Après avoir prolongé son contrat avec Fluminense jusqu'en décembre 2026, il est prêté le 4 juillet 2023 à l'APOEL Nicosie pour une saison.
Il joue ainsi son premier match en professionnel avec ce club, le 20 août 2023 lors de la première journée de la saison 2023-2024 de première division chypriote, face à l'AEZ Zakakiou (en). Il est titularisé et son équipe s'impose par deux buts à zéro.
Lors de l'été 2024, Jefté signe en faveur du Rangers FC, quittant définitivement le Fluminense FC où il n'aura jamais joué. Le transfert est annoncé le 24 mai 2024 et le latéral brésilien signe un contrat de quatre ans, soit jusqu'en juin 2028,.
Il joue son premier match sous ses nouvelles couleurs le 6 août 2024, lors d'une rencontre de Ligue des champions face au Dynamo Kiev. Il entre en jeu à la place de Scott Wright et les deux équipes se neutralisent (1-1 score final).

## Palmarès
APOEL Nicosie
- Championnat de Chypre (1) :
  - Champion : 2023-2024

 Rangers FC
- Coupe de la Ligue écossaise
  - Finaliste : 2024